# Meskó József
Báró felsőkubini Meskó József (Erdőtarcsa, 1762. január 28. – Kőszeg, 1815. augusztus 29.) huszártiszt. A Mária Terézia-rendet kétszer is kiérdemelte. 

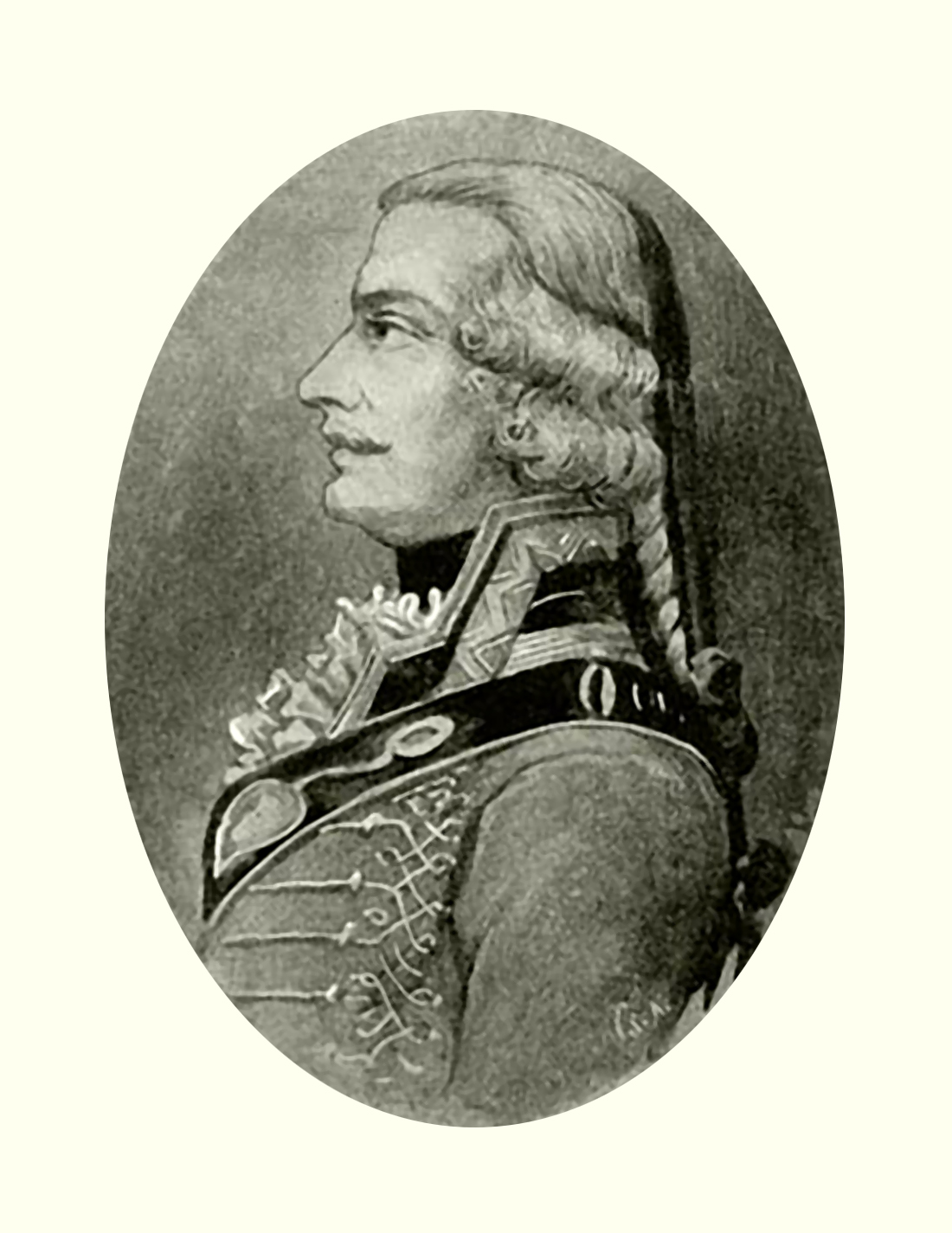
Meskó József

Evangélikus vallású Nógrád megyei család szülötte. Egyházi általános és középiskolákat végzett, majd 1780-ban 18 évesen katonának állt, a Császári és Királyi 7-es huszárezredbe vették fel. 1799 tavaszán őrnagyként 1300 gyalogos katonával hegyvidéki környezetben a kijelölt francia állásokat elfoglalta, több száz foglyot ejtett, így kiérdemelte a Mária Terézia-rend kiskeresztjét.
Az 1809-es vesztes győri csatában az átkarolás ellen védekező szélső jobbszárnyat bízták rá. Tábornoki rangban vezetése alatt négy gyalogos- és három lovashadosztály felett rendelkezett. Azonban támadási parancs hiányában távolról, tétlenül kellett végignéznie az eseményeket. Ezután a Buda felé visszavonuló főseregtől elszakadva dél felé sikerült kitörnie. 5000-5200 fős seregével a Rába mentén a Sármellék felé vette az irányt, eközben többször is megütközött az őket körülvevő ellenséges csapatokkal, osztrák hadifoglyokat kiszabadítva. A Balatont délről megkerülve sikerült Komáromban újra egyesülnie a fősereggel. E hőstettéért elnyerte a Mária Terézia-rend parancsnoki fokozatát.
1810-es évek első felében vetette papírra életének történetét német nyelven, 1762-es születésétől kezdve egészen az 1813. augusztusi drezdai csatáig. 
1813-ban a drezdai csata során hadifogságba esett, ahonnan 1814-ben szabadult. Megromlott egészségi állapota miatt Kőszegen elhunyt.